# Manuel de Castro Filho
Manuel de Castro Filho (Morada Nova, 1 de julho de 1912 — Fortaleza, 18 de setembro de 1995) foi político brasileiro. Foi governador do Ceará entre 1982 e 1983.

## Biografia
Natural de Morada Nova, era casado com Osmira Eduardo de Castro de tradicional família política de Limoeiro do Norte.  
Foi deputado estadual por oito mandatos consecutivos entre 1947 e 1974 pela UDN e posteriormente ARENA. Inclusive, o deputado estadual mais votado da UDN nas eleições de 1950 e terceiro mais votado de seu partido em 1958. Chegou a ser Presidente da Assembleia Legislativa e eleito vice-governador de Virgílio Távora em eleição indireta de 1978. Era conhecido como o "Estrela do Vale (do Jaguaribe)", embora seus principais críticos o atribuam políticas de cunho assistencialista e paternalista. 
Quando Virgílio Távora renunciou para disputar uma vaga no Senado, Castro Filho assumiu o governo do estado e nomeou o advogado limoeirense José Maria Lucena como seu principal secretário, uma vez que Limoeiro do Norte era seu principal reduto eleitoral depois de sua cidade natal.